# Aglais radiata
Aglais radiata är en fjärilsart som beskrevs av Raynor 1909. Aglais radiata ingår i släktet Aglais och familjen praktfjärilar. Inga underarter finns listade i Catalogue of Life.